# Rhododendron lepidostylum
Rhododendron lepidostylum är en ljungväxtart som beskrevs av I. B. Balf och Forrest. Rhododendron lepidostylum ingår i släktet rododendron, och familjen ljungväxter. Inga underarter finns listade i Catalogue of Life.